# Petertje van den Hengel
Petertje van den Hengel (Hamersveld (Leusden), 29 juli 1922 – Deventer, 29 oktober 2006) was tijdens de Tweede Wereldoorlog koerierster bij het Nederlands verzet.
Van den Hengel werkte als koerierster voor de KP-zuid, onder ander voor Liepke Scheepstra en Theo Dobbe en was de "vrouw" van Johannes ter Horst tijdens de grootste bevrijdingsactie van het verzet, waarbij 54 verzetsstrijders tijdens een "overval" uiteindelijk uit het Huis van Bewaring aan het Walburgplein in Arnhem zijn bevrijd.
Van den Hengel trouwde op 31 januari 1951 met Theo A. Markenstein, geboren op 21 juni 1919 te Harlingen en bleef met hem gehuwd tot aan zijn dood op 18 november 1997 te Deventer. Zij voerde zijn achternaam en in juni 2011 is te Leusden de Petri Markensteinstraat naar haar vernoemd.

## Onderscheidingen

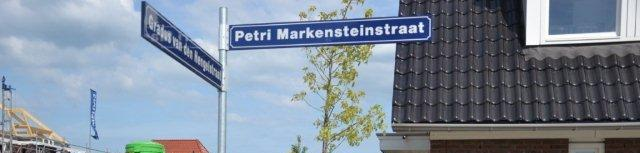
Petri Markensteinstraat te Leusden
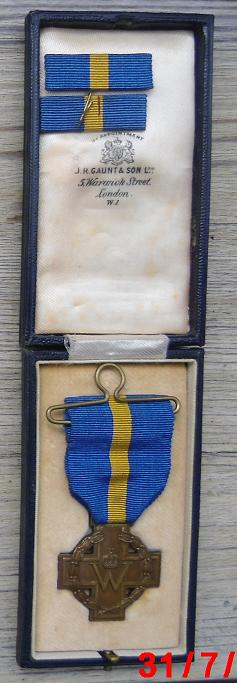
Bij Koninklijk besluit no. 34, d.d. 22 december 1951 werd aan Van den Hengel het Kruis van Verdienste toegekend.
- Ook werd haar het verzetsherdenkingskruis uitgereikt.[1]